# Nurcholish Madjid
Nurcholish Madjid, besser bekannt als „Cak Nur“, (* 17. März 1939 in Jombang, Java; † 29. August 2005 in Jakarta) war ein indonesischer muslimischer Denker und Gelehrter.

## Leben
Nurcholis Madjid wurde 1939 als Sohn eines Predigers geboren. Er verbrachte seine Jugend in muslimischen Internaten in Ostjava. Er studierte am staatlich-islamischen Institut in Jakarta und war dort aktiv in der Studierendenorganisation Himpunan Mahasiswa Islam (Verband Islamischer Studierender). Er schloss sein Studium an der University of Chicago mit einem Ph.D. in Islamwissenschaften zu ibn Taimiya ab, betreut von Fazlur Rahman. 1985 kehrte er als Wissenschaftler und Professor nach Indonesien zurück, wo er am staatlich-islamischen Institut in Jakarta lehrte und 1986 die Paramadina-Stiftung und -Universität begründete.
Madjid wurde bekannt für seine pluralistischen und toleranten Einstellungen in der weltweit größten muslimischen Nation Indonesien. Seine Tochter verheiratete er 2003 in Washington D.C. mit einem Nichtmuslim.
Er war 2003 Präsidentschaftskandidat.
Nurcholis Madjid starb mit 66 Jahren an Krebs. Er hinterließ seine Frau und zwei Kinder.

## Preise und Auszeichnungen
- 1990: Eisenhower-Fellowship zum Studium in den USA